# المیرا هککیان
المیرا آبراهامی هککیان (آبراهامیان) (ارمنی: Էլմիրա Աբրահամի Հեքեքյան (Աբրահամյան)؛ زادهٔ ۲۹ فوریهٔ ۱۹۲۸ - درگذشته ۲۰ فوریهٔ ۲۰۱۹) کارگردان فیلم اهل ارمنستان بود.

## زندگی‌نامه
وی در ۲۹ فوریه ۱۹۲۸ در گنجه به دنیا آمد و از آکادمی دولتی هنرهای زیبای ارمنستان فارغ‌التحصیل شد. وی برنده جوایزی همچون چهره هنری شایسته جمهوری ارمنستان، مدال موسس خورناتسی (۲۰۱۸) مدال گارگین نژده (۲۰۰۹) مدال مارشال باقرامیان (۲۰۰۸) مدال طلای وزارت فرهنگ جمهوری ارمنستان (۲۰۰۷) چهره هنری شایسته ارمنستان شوروی (۱۹۸۶) دیپلم جشنواره بین‌المللی فیلم پراگ (۱۹۶۵) مدال طلای اتحادیه بازیگران تئاتر جمهوری ارمنستان (۲۰۰۷) است. وی در ۲۰ فوریه ۲۰۱۹ در سن ۹۰ سالگی در ایروان درگذشت.